# Ньивегейн
Ньивегейн (нидерл. Nieuwegein) — город и община в Нидерландах, в провинции Утрехт. Он граничит на севере с городом Утрехт, столицей провинции. Он отделён от Вианена на юге рекой Лек и граничит с Эйсселстейном на юго-западе и Хаутеном на востоке.

## История
Ньивегейн был основан 1 июля 1971 года как плановый город после слияния бывших муниципалитетов Ютфас и Вресвейк. Новый город был построен для растущего населения Утрехта и быстро рос в течение нескольких десятков лет после его основания. В настоящее время в Ньивегейне проживает 61 923 жителя (перепись за 30 апреля 2017 года ) 
Ньивегейн окружен тремя автомагистралями: A2 на западе, A12 на севере и A27 на востоке.
Ньивегейн соединён с Утрехтом и Эйсселстейном линиями скоростного трамвая. Существует пешеходный паром через реку Лек в Вианене. Три водных пути проходят через Ньивегейн: Амстердам-Рейн-канал, река Лек и канал Мерведе. В Ньивегейне также есть несколько спортивных клубов, таких как: SV Geinoord, VSV Vreeswijk и JSV Nieuwegein.
Несколько Национальных спортивных федераций размещены в Ньивегейне, включая NeVoBo (волейбол), KNZB (плавание) и NBb (баскетбол).
Колледж Анны ван Рейн - главная средняя школа города.
В окрестностях Ньювегейна нашли могилу матери с ребенком не старше шести месяцев в правой руке возрастом ок. 6000 лет.

## Население
| Год  | Численность | Численность |
| ---- | ----------- | ----------- |
| 1971 | 14 176      | [ 5 ]       |
| 1980 | 42 254      | [ 5 ]       |
| 1990 | 58 916      | [ 5 ]       |
| 2000 | 62 564      | [ 5 ]       |
| 2010 | 60 947      | [ 5 ]       |
| 2016 | 61 733      |             |
| 2017 | 61 868      | [ 6 ]       |
| 2018 | 62 426      | [ 6 ]       |
| 2019 | 63 036      | [ 6 ]       |
| 2020 | 63 462      | [ 7 ]       |
| 2021 | 63 866      | [ 2 ]       |

## Персоналии
- Ван Венендал, Сари — нидерландская футболистка, вратарь клуба «Арсенал», а также женской сборной Нидерландов.
- Гааг, Лотти ван дер — нидерландская художница и скульптор-модернист.
- Схенкхёйзен, Манюэл — профессиональный нидерландский киберспортсмен.

## Галерея

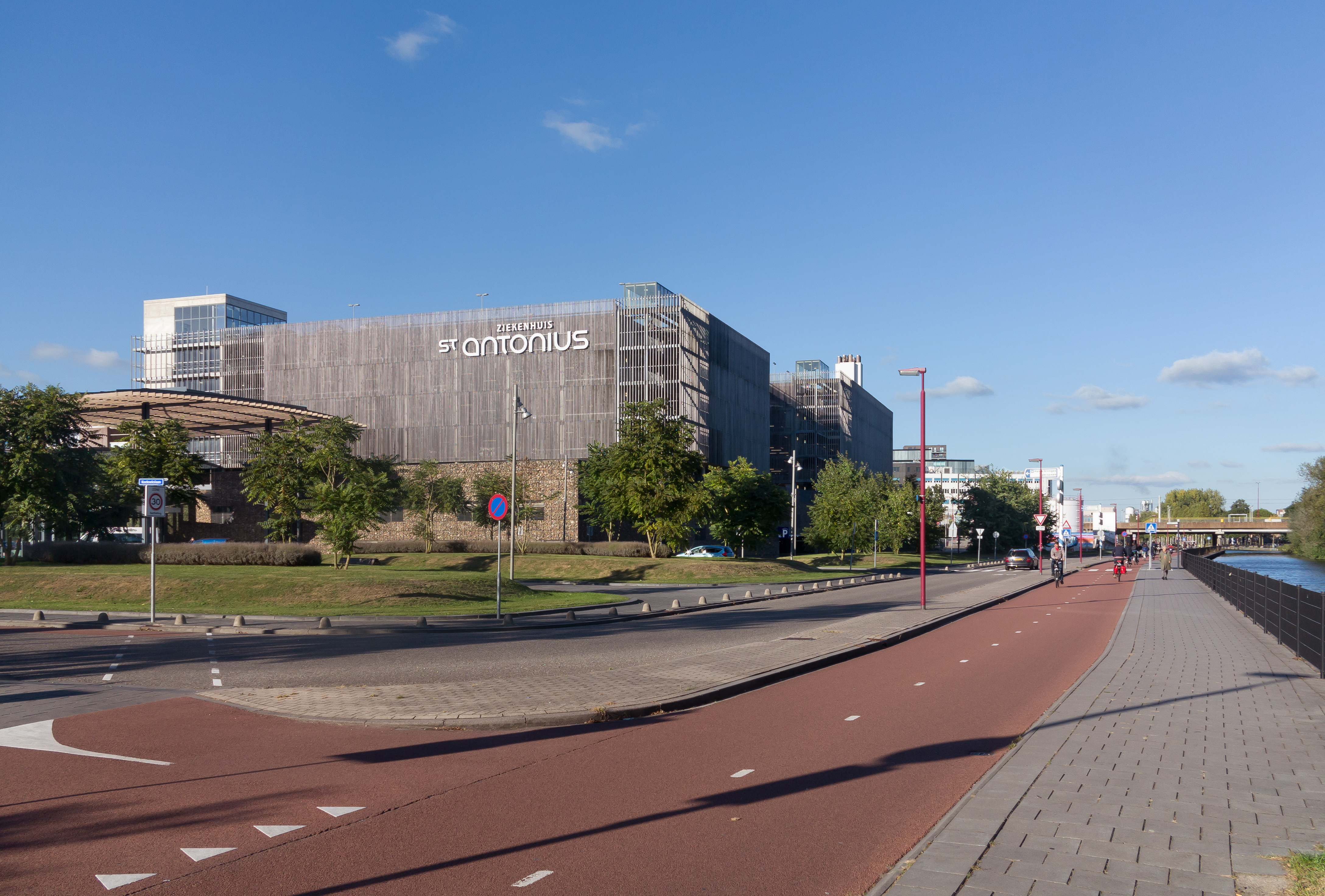
Ньивегейн, больница
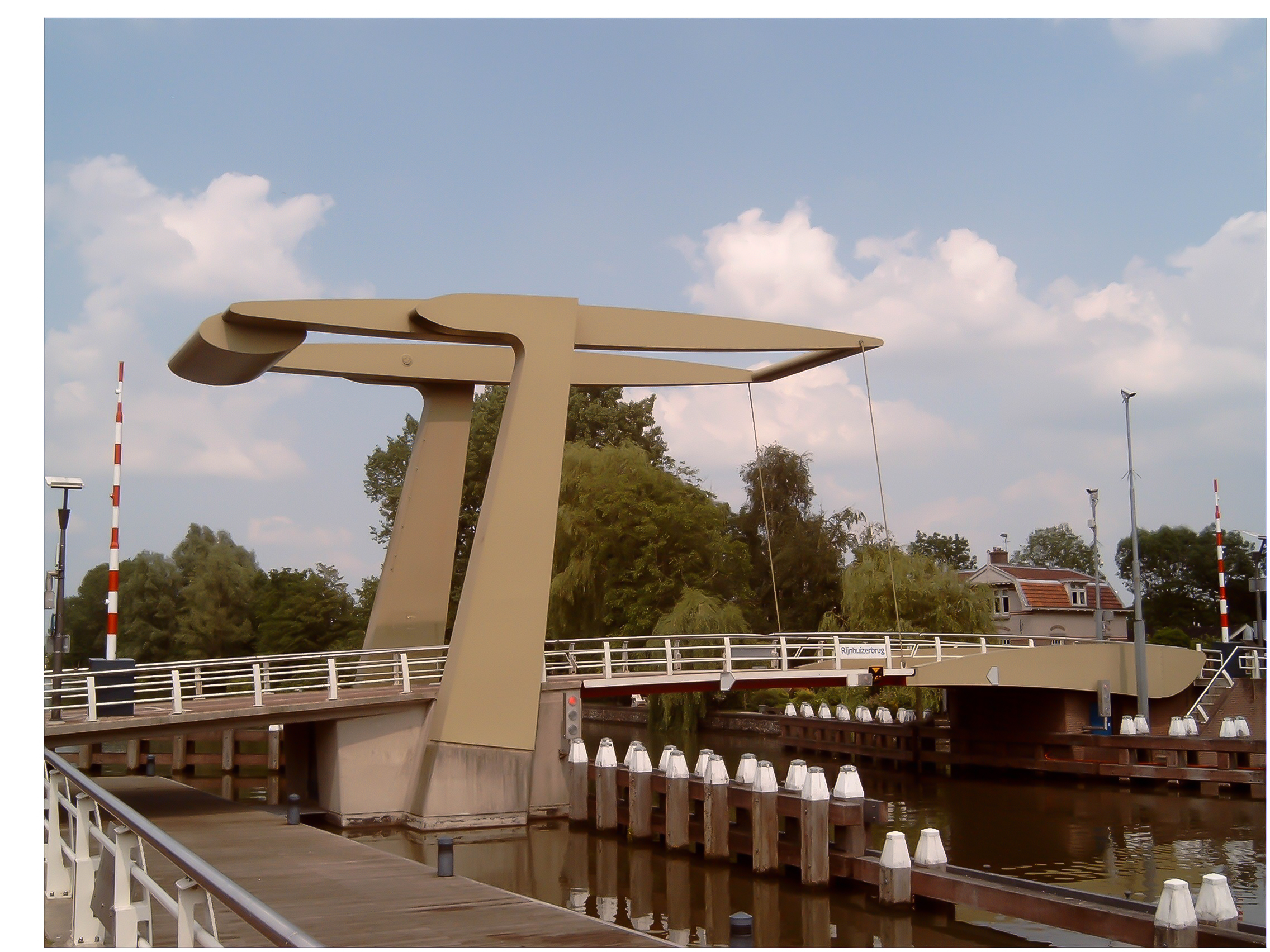
Ньивегейн, разводной мост
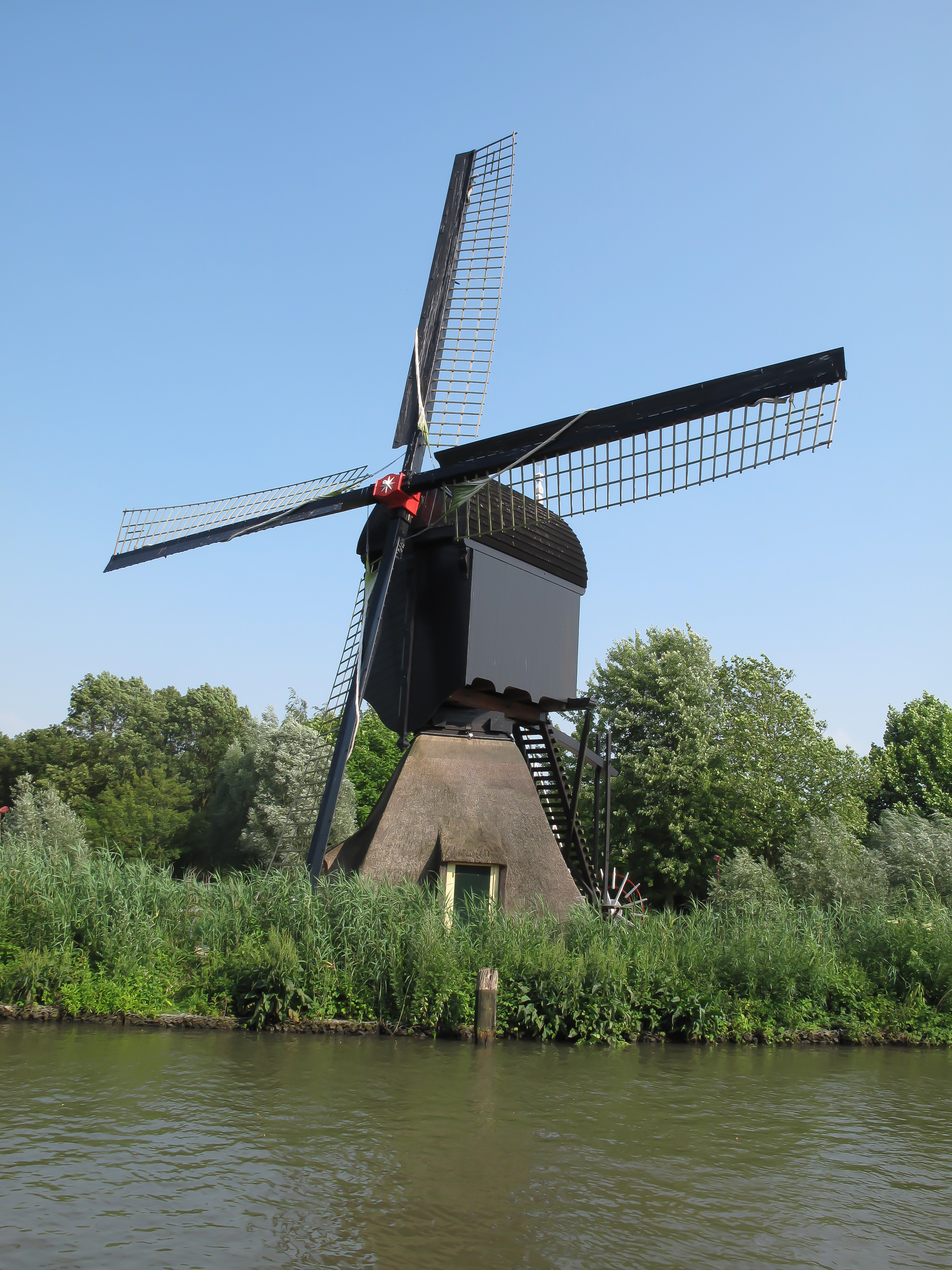
Ньивегейн, ветряная мельница